# Sebastián Guerrero
Sebastián Guerrero Martínez (Maldonado, 23 settembre 2000) è un calciatore uruguaiano, attaccante del The Strongest.

## Caratteristiche tecniche
È un centravanti.

## Carriera
Cresciuto nel settore giovanile del Montevideo City Torque, debutta in prima squadra il 31 gennaio 2021 in occasione del match di Primera División Profesional vinto 2-1 contro il Cerro; realizza la sua prima rete una settimana più tardi, nella trasferta vinta 4-0 contro il Danubio.

## Statistiche
Statistiche aggiornate al 14 maggio 2023.

### Presenze e reti nei club
| Stagione                      | Squadra                       | Campionato                    | Campionato | Campionato | Coppe nazionali | Coppe nazionali | Coppe nazionali | Coppe continentali | Coppe continentali | Coppe continentali | Altre coppe | Altre coppe | Altre coppe | Totale | Totale | Totale |
| Stagione                      | Squadra                       | Comp                          | Pres       | Reti       | Comp            | Pres            | Reti            | Comp               | Pres               | Reti               | Comp        | Pres        | Reti        | Pres   | Reti   |        |
| ----------------------------- | ----------------------------- | ----------------------------- | ---------- | ---------- | --------------- | --------------- | --------------- | ------------------ | ------------------ | ------------------ | ----------- | ----------- | ----------- | ------ | ------ | ------ |
| 2020                          | Montevideo City Torque        | PD                            | 9          | 2          | -               | -               | -               | -                  | -                  | -                  | -           | -           | -           | 9      | 2      |        |
| 2021                          | Montevideo City Torque        | PD                            | 27         | 10         | -               | -               | -               | CS                 | 6                  | 1                  | -           | -           | -           | 33     | 11     |        |
| gen.-giu. 2022                | Montevideo City Torque        | PD                            | 15         | 5          | -               | -               | -               | CL                 | 2                  | 0                  | -           | -           | -           | 17     | 5      |        |
| giu.-dic. 2022                | Platense                      | PD                            | 8          | 0          | CA+CdL          | -               | -               | -                  | -                  | -                  | -           | -           | -           | 8      | 0      |        |
| 2023                          | Montevideo City Torque        | PD                            | 14         | 4          | -               | -               | -               | -                  | -                  | -                  | -           | -           | -           | 14     | 4      |        |
| Totale Montevideo City Torque | Totale Montevideo City Torque | Totale Montevideo City Torque | 65         | 21         |                 | -               | -               |                    | 8                  | 1                  |             | -           | -           | 73     | 22     |        |
| Totale carriera               | Totale carriera               | Totale carriera               | 73         | 21         |                 | -               | -               |                    | 8                  | 1                  |             | -           | -           | 81     | 22     |        |